# Kōji Uehara
Kōji Uehara (jap. 上原 浩治 Uehara Kōji; ur. 3 kwietnia 1975) – japoński baseballista występujący na pozycji miotacza w Yomiuri Giants.

## Przebieg kariery
Uehara zawodową karierę rozpoczął w Yomiuri Giants z Nippon Professional Baseball w 1999 roku. Jako zawodnik tego klubu dwukrotnie zdobył mistrzostwo ligi i ośmiokrotnie wystąpił w All-Star Game. W 2004 był w składzie reprezentacji Japonii na igrzyskach olimpijskich, na których zdobył brązowy medal. Dwa lata później wystąpił na rozgrywanym po raz pierwszy turnieju World Baseball Classic, gdzie Japonia wywalczyła mistrzostwo świata, pokonując w finale Kubę 10–6. Był również w składzie reprezentacji na igrzyskach olimpijskich w Pekinie.
W styczniu 2009 podpisał dwuletni kontrakt z Baltimore Orioles, zaś w lipcu 2011 w ramach wymiany zawodników przeszedł do Texas Rangers. W grudniu 2012 podpisał kontrakt jako wolny agent z Boston Red Sox.
W American League Championship Series 2013, w których Red Sox pokonali Detroit Tigers 4–2, zaliczył zwycięstwo oraz trzy save'y i został wybrany najbardziej wartościowym zawodnikiem tej serii. W tym samym roku zagrał w pięciu meczach World Series, w których Red Sox pokonali St. Louis Cardinals 4–2, zaliczając dwa save'y.
W lipcu 2014 po raz pierwszy otrzymał powołanie do Meczu Gwiazd w miejsce kontuzjowanego Masahiro Tanaki. 14 grudnia 2016 podpisał roczny kontrakt z Chicago Cubs.
W marcu 2018 podpisał roczny kontrakt z Yomiuri Giants.

## Nagrody i wyróżnienia
| Nippon Professional Baseball           | Nippon Professional Baseball                   | Nippon Professional Baseball |
| -------------------------------------- | ---------------------------------------------- | ---------------------------- |
| Nagroda/wyróżnienie                    | Lata                                           | Źródło                       |
| Cental League Rookie of the Year Award | 1999                                           | [ 14 ]                       |
| 8× All-Star                            | 1999, 2000, 2001, 2002, 2003, 2004, 2005, 2007 | [ 14 ]                       |
| 2× Mitsui Golden Glove Award           | 1999, 2002                                     | [ 14 ]                       |
| 2× zwycięzca w Japan Series            | 2000, 2002                                     | [ 14 ]                       |
| 2× Best Nine Award                     | 1999, 2002                                     | [ 14 ]                       |
| Major League Baseball                  |                                                |                              |
| Nagroda/wyróżnienie                    | Lata                                           | Źródło                       |
| All-Star                               | 2014                                           | [ 11 ]                       |
| ALCS MVP                               | 2013                                           | [ 9 ]                        |
| Zwycięzca w World Series               | 2013                                           | [ 10 ]                       |